# Chase Young
Chase Young (Upper Marlboro, 14 aprile 1999) è un giocatore di football americano statunitense che milita nel ruolo di defensive end per i New Orleans Saints della National Football League (NFL). Nel 2020 è stato premiato come rookie difensivo dell'anno.

## Carriera universitaria
Al college Young giocò a football alla Ohio State University, scendendo in campo per i Buckeyes dal 2017 al 2019. Nella sua ultima stagione stabilì un nuovo record dell'istituto con 16,5 sack battendo il precedente primato di Vernon Gholston di 14, vincendo diversi premi come il Bronko Nagurski Trophy, il Chuck Bednarik Award e il Ted Hendricks Award. Fu anche nominato unanimemente All-American e fu finalista dell'Heisman Trophy, un'impresa considerata rara per un difensore. Concluse la sua carriera a Ohio State con 30,5 sack, secondo nella storia dell'istituto.

## Carriera professionistica

### Washington Commanders

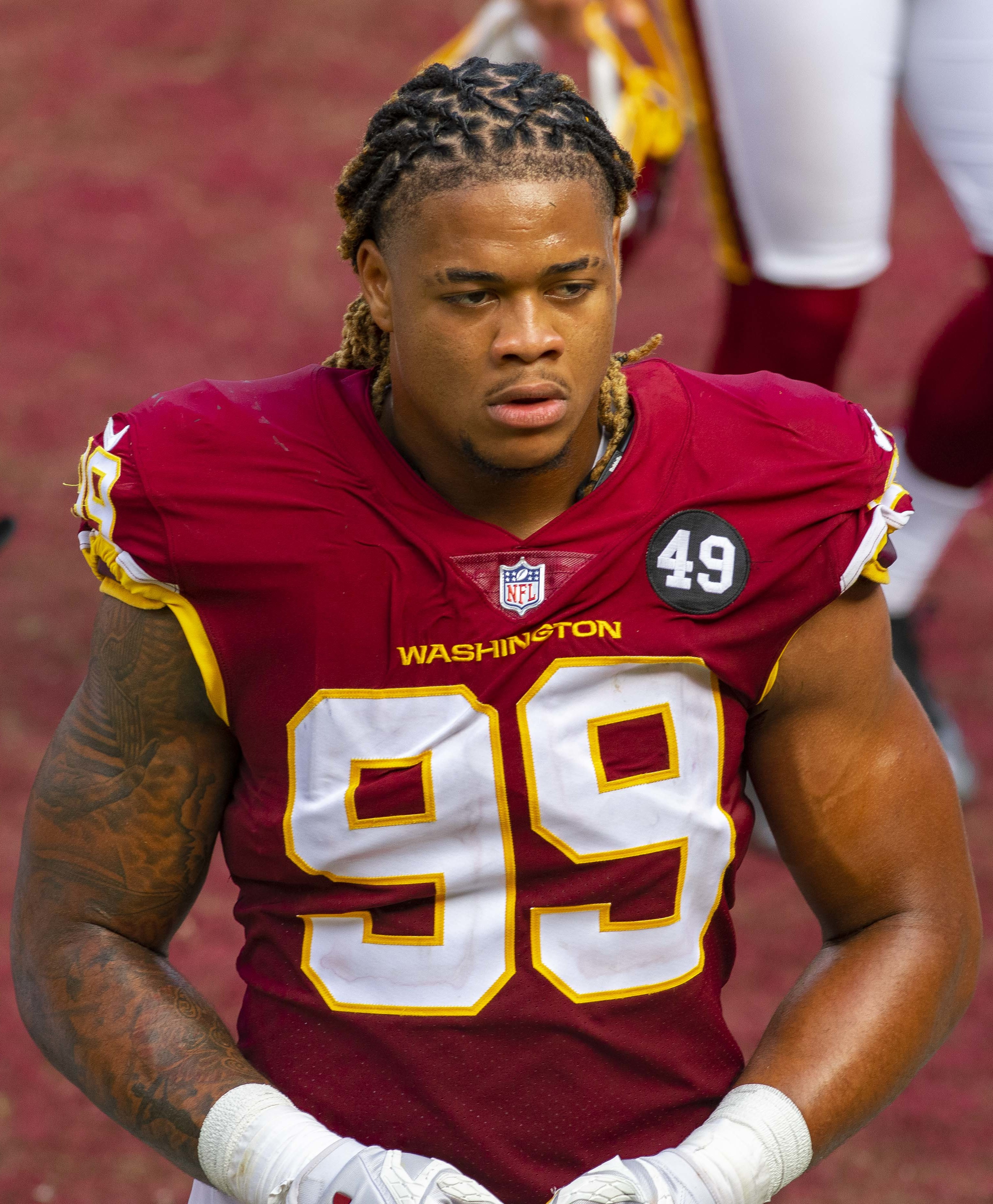
Young nel 2020

Young decise di rinunciare al suo ultimo anno a Ohio State dichiarandosi eleggibile per il Draft NFL 2020, dove era considerato da molti analisti come il miglior prospetto in assoluto. Fu scelto come secondo assoluto dai Washington Redskins che poco dopo cambiarono il loro nome in Washington Football Team. Debuttò come professionista nella vittoria del primo turno contro i Philadelphia Eagles in cui mise a segno 4 tackle, 1,5 sack e forzò un fumble su Carson Wentz. Nel terzo turno Young fu costretto ad abbandonare la partita contro i Cleveland Browns per un infortunio all'inguine, saltando anche la partita successiva. Nel 14º turno disputò la miglior partita della sua prima stagione mettendo a segno 6 tackle, un sack, un fumble forzato, un passaggio deviato e un fumble recuperato ritornato per 47 yard in touchdown nella vittoria sui San Francisco 49ers. Alla fine di dicembre fu premiato sia come difensore della NFC del mese che come rookie difensivo del mese dopo avere fatto registrare 17 tackle, 3 sack, 3 placcaggi con perdita di yard, tre passaggi deviati, 2 fumble forzati e 3 recuperati. La sua annata si chiuse con 44 tackle, 7,5 sack e 4 fumble forzati, venendo convocato per il Pro Bowl (non disputato a causa della pandemia di COVID-19), uno degli unici due rookie selezionati assieme a Justin Jefferson. Young venne poi nominato rookie difensivo dell'anno.
La stagione 2021 di Young vide 21 tackle, 1,5 sack e 2 fumble forzati prima di rompersi il legamento crociato anteriore del ginocchio destro nella settimana 10 contro i Tampa Bay Buccaneers, chiudendo l'annata.
All'inizio del ritiro estivo della stagione 2022 Young fu inserito nella lista dei giocatori indisponibili per problemi fisici. Fece ritorno nel roster attivo il 21 novembre 2022 ma dovette attendere altre tre partite prima di debuttare nella settimana 16 contro i 49ers, mettendo a segno un placcaggio e giocando il 58% degli snap difensivi.
Dopo avere disputato solo 12 partite nelle ultime due stagioni (con 1,5 sack complessivi), il 26 aprile 2023 Washington annunciò che non avrebbe sfruttato l'opzione per un quinto anno sul contratto di Young, rendendolo free agent alla fine della stagione 2023.
Dopo avere saltato la prima gara della stagione 2023 per infortunio, Young tornò in campo la settimana successiva contribuendo con 1,5 sack alla vittoria sui Denver Broncos. In sette gare con la squadra nel 2023 mise a segno 5 sack.

### San Francisco 49ers
Il 31 ottobre 2023 Young fu scambiato con i San Francisco 49ers per una scelta del terzo giro del Draft NFL 2024. Con essi mise a segno 2,5 sack, chiudendo la stagione a quota 7,5. Nel Super Bowl LVIII Young fece registrare un sack nella sconfitta per 25–22 ai tempi supplementari contro i Chiefs.

### New Orleans Saints
Il 18 marzo 2024 Young firmò con i New Orleans Saints. Nella prima partita con la nuova maglia guidò i Saints con sei pressioni sul quarterback nella netta vittoria sui Carolina Panthers per 47-10.
L'11 marzo 2025 Young firmò un nuovo contratto triennale del valore di 51 milioni di dollari.

## Palmarès

### Franchigia
- National Football Conference Championship: 1

San Francisco 49ers: 2023

### Individuale
- Convocazioni al Pro Bowl: 1

2020
- Difensore della NFC del mese: 1

dicembre 2020
- Rookie difensivo dell'anno - 2020
- Rookie difensivo del mese: 1

dicembre 2020
- PFWA All-Rookie Team - 2020